# Yuichi Nishimura
Yuichi Nishimura (Tóquio, 17 de abril de 1972) é um árbitro de futebol japonês.
É árbitro internacional pela FIFA desde 2004. O seu primeiro jogo internacional opôs a Tailândia aos EAU.

## Partidas internacionais
Foi já seleccionado para arbitrar jogos em competições internacionais:
(nomeações internacionais mais recentes)
- Copa da Ásia de 2007
- Campeonato Mundial de Futebol Sub-17 2007
- Copa das Nações Africanas de 2008
- Copa do Mundo de 2010 - Eliminatórias da Ásia
- Campeonato Mundial de Futebol Sub-20 de 2009
- Final da Copa do Mundo de Clubes da FIFA 2010

Participou da Copa do Mundo FIFA 2010, juntamente com os assistentes Toru Sagara do Japão e Jeong Hae-sang da Coreia do Sul.

## Participação na Copa do Mundo de 2014
Participou da Copa do Mundo FIFA 2014, juntamente com os assistentes Toru Sagara do Japão e Toshiyuki Nagi também do Japão. Foi o árbitro da primeira partida desse campeonato, opondo Brasil e Croácia. O confronto terminou 3 a 1 para o Brasil e a arbitragem de Nishimura foi apontada como tendo influenciado a decisão, ao marcar um pênalti para o Brasil considerado inexistente para analistas, quando a partida estava 1 a 1, e deixando de marcar um gol para a Croácia, quando a partida estava 2 a 1.
Em virtude de erros e polêmicas na partida inaugural da Copa do Mundo FIFA 2014, a página de Nishimura na Wikipédia foi alvo de série de vandalismos, com suposições de que teria agido de modo premeditado para favorecer a seleção brasileira de futebol, anfitriã do torneio.